# Raimundo Orsi
Raimundo Orsi (Avellaneda, 1901. december 2. – 1986. április 6.) olimpiai ezüstérmes argentin és világbajnok olasz válogatott labdarúgó.